# Postnormale wetenschap

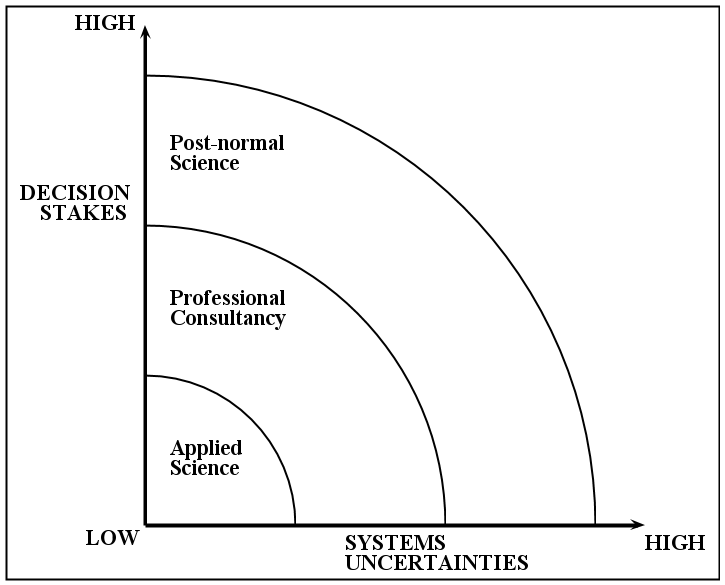
Post-normale wetenschap, vergeleken met toegepaste wetenschap
(applied science) en wetenschappelijke advisering (consultancy)

Postnormale wetenschap is een concept ontwikkeld door Silvio Funtowicz en Jerome Ravetz, waarmee ze een vorm van wetenschap bedoelen die geschikt  - of zelfs noodzakelijk - is in gevallen waarbij er veel wetenschappelijke onzekerheid (en ook onzekerheid over wat onzeker is) is, waarden en uiteenlopende belangen een zeer grote belangrijke rol spelen, en het nemen van maatschappelijke beslissingen urgent is. Het concept is ontwikkeld met het oog op langetermijnproblemen waar minder informatie beschikbaar is dan nodig is om politieke besluiten te nemen. 
Het woord postnormaal verwijst naar het begrip normale wetenschap zoals dat door de wetenschapshistoricus Thomas Kuhn wordt gebruikt in het door hem geschetste beeld van wetenschapontwikkeling. Aanvankelijk beoefenen wetenschappers  'normale wetenschap' binnen een bepaald stramien, met bepaalde uitgangspunten, methoden en voorbeelden (paradigma), dan kan door allerlei oorzaken een crisis ontstaan, waarin elementen van het stramien ter discussie staan - zoals aannames en methoden - waarna als de crisis is opgelost wetenschappers binnen een nieuw paradigma weer normale wetenschap bedrijven.
Postnormale wetenschap bouwt voort op al langer bestaande praktijken waarin politieke of praktische besluiten genomen moeten worden maar waar geen zekerheid is over oorzaken of effecten en niet alle feiten bekend zijn, zoals in de medische wereld of bij milieubeleid. De belangen en de onzekerheden zijn bij postnormale wetenschap echter groter.  
Bij postnormale wetenschap zouden andere procedures nodig zijn dan bij normale wetenschap. Niet alleen een proces van traditionele kwaliteitsbeoordeling (peerreview) door vakgenoten is gewenst, maar ook een beoordelingsproces door anderen: betrokkenen bij het probleem in kwestie die een dialoog moeten kunnen aangaan over het belang van aanvullende informatie. Bij dat laatste kan het gaan om lokale kennis, ervaringskennis of kennis over de context waarin de wetenschappelijke kennis gebruikt wordt. Dit zou niet alleen de kwaliteit van de politieke besluitvorming ten goede komen, maar ook de kwaliteit en bruikbaarheid van de wetenschappelijke kennis. 
Het onderzoek naar klimaatverandering wordt wel gezien als voorbeeld van postnormale wetenschap, vanwege de vele onzekerheden en de mogelijk grote economische en politieke implicaties. Men werkt hier niet alleen met wetenschappelijke peerreview maar betrekt ook niet-wetenschappers bij interpretaties en implicaties. 